# Дорба, Иван Васильевич
Иван Васильевич Дорба (настоящие имя и фамилия Владимир Дмитриевич Чеботаев; 1906—1998) — советский писатель, бывший член НТС.

## Биография
Согласно официальной биографии, получившей распространение в 1970-е годы, «родился в дворянской семье на Украине. Вместе с родителями после революции оказался в эмиграции. Во время Второй Мировой войны участвовал в сопротивлении, попал в плен к фашистам. После освобождения служил переводчиком в Советской Армии в штабе фронта». 
Фамилия Чеботаев в официальной советской биографии не упоминается. Однако согласно источникам в Народно-трудовом союзе, Иван Дорба в действительности — Владимир Чеботаев, окончил в эмиграции (1927) Донской казачий кадетский корпус (по другим данным — Крымский кадетский корпус). Работал геодезистом, вступил в НТС. В 1939 или 1940 году нелегально перешёл советскую границу в составе боевой группы НТС, был захвачен органами НКВД, отбывал заключение. В личном деле Дорбы в Союзе писателей есть сведения об окончании Харьковского инженерно-геодезического строительного института в 1939 году и последующей работе инженером-геодезистом. Согласно военно-учётным документам, с начала войны числился в запасе, с апреля 1942 командир взвода 85-го отдельного сапёрного батальона. В октябре 1942 года тяжело контужен, после излечения — переводчик разведотдела штаба 2-го Прибалтийского фронта.
Доктор Мясников-мл., чья мать, врач-геронтолог Ольга Халиловна Алиева (17 апреля 1927 — 27 января 2020), вторым браком была замужем за Дорбой, пишет об отчиме: «Его настоящее имя Владимир Владимирович Чеботаев, потомок Сербских дворян, которые переселились в Россию еще при Екатерине Великой. Революция застала его подростком, эмигрировал в Югославию, стал профессиональным контрразведчиком, боролся против Советской власти, был начальником контрразведки Белогвардейского Народно-трудового Союза со штаб-квартирой в Париже. Во время войны перешел на сторону СССР, передавал в Москву все необходимые сведения. Приехал в Россию в 1947, ему дали новое имя и легенду, поселили в той самой квартире на Садово-Кудринской».
С 1948 занимался переводами украинских и югославских писателей, в частности, Панаса Мирного, Юлиана Опильского, Милоша Црнянского, Михайлы Лалича, Симо Матавуля. Член СП СССР с 1961 года.

## Творчество
Наибольшую известность Дорбе принесла детективно-шпионская дилогия, состоящая из романов «Белые тени» (1981) и «Под опущенным забралом» (1983), в которых описывается жизнь эмигрантских кадетских корпусов в Югославии и зарождение НТС. Обе книги переиздавались огромными тиражами (в частности, в «Роман-газете»), Иван Дорба был удостоен за них Литературной премии КГБ. Бывшие кадеты-эмигранты крайне негативно отнеслись к романам Дорбы, обвиняя его в клевете на русское кадетство в эмиграции, а также на конкретных лиц, изображенных в романах под своими подлинными именами.
Кроме того, перу Дорбы принадлежат книги «Загадки Стамбула», «Дар медузы» (1986). Автобиография — «В омуте истины». В своей публицистической статье из сборника «Дорогами тысячелетий» (1991), отрицая подложность «Протоколов сионских мудрецов», прибегал к антисемитским утверждениям.

## Награды
- орден Отечественной войны II степени (11.03.1985)